# 1964年の国鉄スワローズ
1964年の国鉄スワローズ（1964ねんのこくてつスワローズ）では、1964年の国鉄スワローズの動向をまとめる。
この年の国鉄スワローズは、林義一監督の1年目のシーズンである。

## 概要
前年オフに中沢不二雄（当時：野球評論家）から「私の後輩に林義一がいるからコーチとして入団させてほしい」の言葉に対し、業務提携していた産業経済新聞社社長の水野成夫は「中沢が言う人だから監督になってもらおう」と監督に任命したこのシーズン、フランチャイズを後楽園球場から明治神宮野球場に正式変更してシーズンに臨んだ。この年も金田は序盤は好調で、7月16日に前人未到の4000奪三振、そして同月30日には20勝を達成して、「連続20勝」を14年まで伸ばした。しかしやがて林監督との対立が多く、特に8月には露骨に登板拒否する事が頻繁になり、最後はチームも5位に甘んじた。投手陣は打高傾向の中で防御率3.44と健闘し、打撃陣は豊田泰光の活躍で117本塁打とリーグ3位、盗塁数もリーグ4位ながら100個を記録した。林監督の解任は決定的になるも、サンケイ新聞以外の新聞に「林監督解任」の報道がシーズン中に出された事で、産経新聞社の水野社長は林監督の留任を主張、結局林監督は留任となったが、これに怒った金田は当時存在した「B級10年選手」の特権を行使して巨人に移籍、15年所属した国鉄スワローズを去った。そしてこれをきっかけに、国鉄スワローズの身売りは時間の問題と化す。

## チーム成績

### レギュラーシーズン
| 1 | 左 | 丸山完二 |
| 2 | 二 | 土屋正孝 |
| 3 | 三 | 徳武定祐 |
| 4 | 遊 | 豊田泰光 |
| 5 | 中 | 高山忠克 |
| 6 | 右 | 町田行彦 |
| 7 | 一 | 星山晋徳 |
| 8 | 捕 | 根来広光 |
| 9 | 投 | 金田正一 |

| 順位 | 4月終了時 | 4月終了時 | 5月終了時 | 5月終了時 | 6月終了時 | 6月終了時 | 7月終了時 | 7月終了時 | 8月終了時 | 8月終了時 | 最終成績 | 最終成績 |
| ---- | --------- | --------- | --------- | --------- | --------- | --------- | --------- | --------- | --------- | --------- | -------- | -------- |
| 1位  | 大洋      | --        | 阪神      | --        | 大洋      | --        | 大洋      | --        | 阪神      | --        | 阪神     | --       |
| 2位  | 阪神      | 2.5       | 大洋      | 0.5       | 阪神      | 3.5       | 阪神      | 5.0       | 大洋      | 2.0       | 大洋     | 1.0      |
| 3位  | 巨人      | 3.0       | 巨人      | 5.5       | 巨人      | 8.5       | 巨人      | 8.5       | 巨人      | 9.0       | 巨人     | 11.0     |
| 4位  | 国鉄      | 6.0       | 広島      | 6.5       | 広島      | 11.0      | 国鉄      | 12.5      | 国鉄      | 15.0      | 広島     | 16.5     |
| 5位  | 広島      | 7.0       | 国鉄      | 7.0       | 国鉄      | 13.0      | 広島      | 13.0      | 広島      | 15.5      | 国鉄     | 18.5     |
| 6位  | 中日      | 8.5       | 中日      | 10.5      | 中日      | 18.0      | 中日      | 21.0      | 中日      | 24.5      | 中日     | 25.0     |

| 順位 | 球団             | 勝 | 敗 | 分 | 勝率 | 差   |
| 1位  | 阪神タイガース   | 80 | 56 | 4  | .588 | 優勝 |
| 2位  | 大洋ホエールズ   | 80 | 58 | 2  | .580 | 1.0  |
| 3位  | 読売ジャイアンツ | 71 | 69 | 0  | .507 | 11.0 |
| 4位  | 広島カープ       | 64 | 73 | 3  | .467 | 16.5 |
| 5位  | 国鉄スワローズ   | 61 | 74 | 5  | .452 | 18.5 |
| 6位  | 中日ドラゴンズ   | 57 | 83 | 0  | .407 | 25.0 |

## オールスターゲーム1964
| ファン投票 | 選出なし |          |          |
| 監督推薦   | 金田正一 | 根来広光 | 豊田泰光 |

## できごと
- 4月15日 - 4月18日：根来広光がセ・リーグタイ記録（当時）となる8打席連続安打を達成。
- 7月16日：金田正一、大洋戦で4000奪三振達成。
- 7月30日：金田正一、大洋戦で完封勝利、14年連続20勝を達成。この年は27勝まで伸ばす。

## 表彰選手
| リーグ・リーダー | リーグ・リーダー | リーグ・リーダー | リーグ・リーダー |
| 選手名           | タイトル         | 成績             | 回数             |
| ---------------- | ---------------- | ---------------- | ---------------- |
| 金田正一         | 最多奪三振       | 231個            | 2年連続10度目    |

| ベストナイン |
| ------------ |
| 選出なし     |